# نیکائو
نیکائو(نام علمی: Rhopalostylis sapida) یک درخت نخل بومی نیوزیلند، و تنها نخل بومی نیوزیلند است.

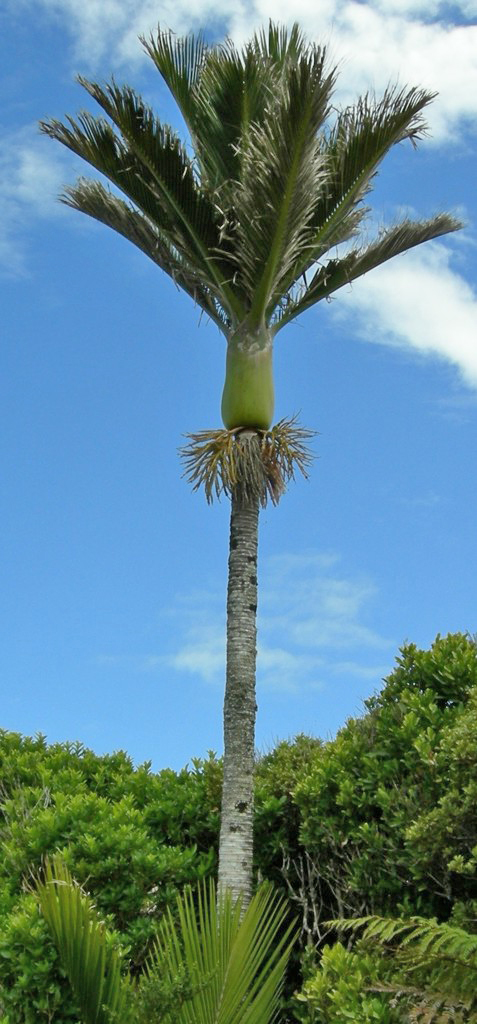
نخل نیکائو

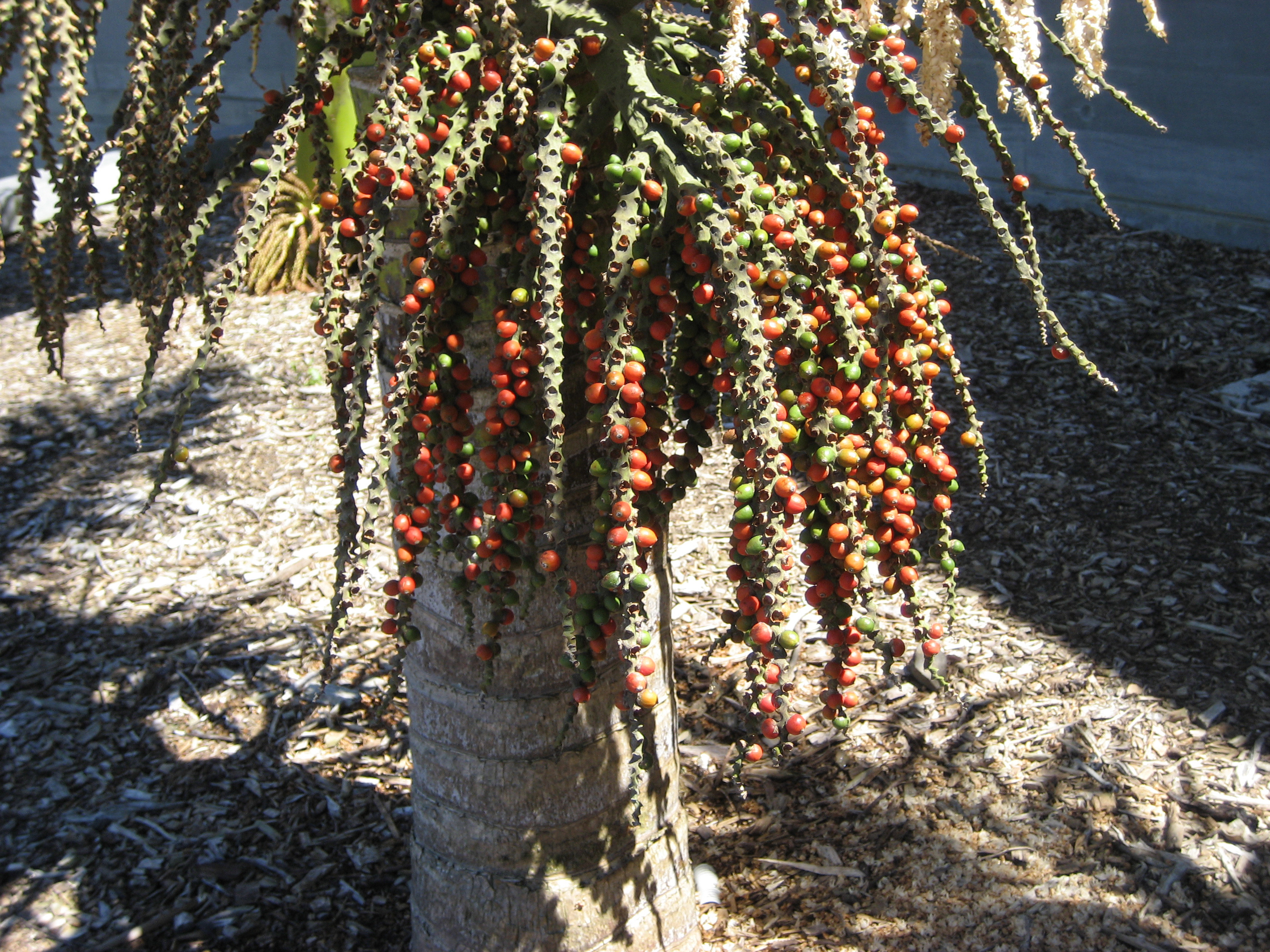
میوه رسیده نیکائو

## ریشه کلمه
نیکائو یک کلمه از زبان مائوری، زبان مردم بومی نیوزلند است که ارتباط نزدیکی با زبانهای شرقی نواحی گرمسیری اقیانوس آرام، پلی‌نزی دارد؛ و به برگ ساقه یا رگ میان برگ نارگیل اشاره می‌کند.

## استفاده
مردم مائوری از نخل نیکائواستفاده‌های زیادی می‌کنند. پایه برگهای داخلی و خوشه‌های گلهای جوان خام یا پخته خورده می‌شوند. در برگهای آن غذا پیچیده و می‌پزند، و برگهای قدیمی فیبردار برای ساخت سبد، حصیر و کاهگل ساختمانها که ضدآب است بکار برده می‌شود.